# Trichoscypha patens
Trichoscypha patens är en sumakväxtart som först beskrevs av Daniel Oliver, och fick sitt nu gällande namn av Adolf Engler. Trichoscypha patens ingår i släktet Trichoscypha och familjen sumakväxter. Inga underarter finns listade i Catalogue of Life.